# Centaurea johnseniana
Centaurea johnseniana là một loài thực vật có hoa trong họ Cúc. Loài này được Kit Tan & Strid mô tả khoa học đầu tiên năm 2003.